# عين الزرقا (طرطوس)
عين الزرقا قرية ساحلية تتبع منطقة طرطوس في محافظة طرطوس. تعد مكانا مفضلاً للمصطافين. تضم عدة تجمعات سكانية وهي: المنطار، الجماسة، طيبة المهدي، الزيادة، بمساحة إجمالية 23 كيلو متر مربع. وتتميز البلدية إضافة إلى سهولها الخصبة بكونها منطقة اصطيافية، ساهم الموقع المتميز لشاطئ قرية المنطار التابعة لها بنشوء مركز اصطياف متكامل على الشاطئ السوري وهو يضم عددًا كبيرًا من التجمعات الاصطيافية» تقع على الطريق الواصلة بين طرطوس وطرابلس.